# ZVA 12-28
ZVA 12-28 je slovenská kapela ze Zvolena, která čerpá z klasické středoevropské blues-rockové hudby, ale vymyká se jejím měřítkům. Texty této kapely jsou známé svou originalitou, humorem a ironií, které vycházejí z každodenních příhod.

## Členové
Kapela byla založena v létě v roce 1990 okolo lídra Nora Červeňáka, kterého více než čtvrt století doprovází jeho bratr Laco. Peter Krško svými bicími určuje rytmus v kapele již přibližně dvanáct let. Pomyslným nováčkem je Stanislav Fakan, který však svými houslemi doprovází kapelu již sedm let. Původně působil s kapelou ještě Boris Čiampor (před Stanislavem Fakanem, do roku 2008), který hrál na foukací harmoniku.
- Noro Červeňák – frontman, kytara, zpěv
- Ladislav Červeňák – kontrabas
- Peter Krško – bicí
- Stanislav Fakan – housle

Dřívější člen:
- Boris Čiampor – foukací harmonika

## Historie
- 18. srpna 1990 – první koncert
- 1990–1991 – první koncerty ve Zvoleně, v Bratislavě a Trnavě
- 1992 – první studiová demonahrávka
- 1994 – projekt Bluesová společnost (spolupráce)
- 1994–2001 – vystoupení na klubové scéně i na festivalech v rámci celého Slovenska
- 2000 – „neoficiální“ CD – Neviem to vydržať
- 2001 – první turné v Čechách
- 2002 – koncerty v Polsku, Čechách, Maďarsku i na domovské scéně na Slovensku
- 2005 – album Hrubá Múka
- 2005–2007 vystoupení na klubové scéně i na festivalech v rámci Čech, Polska, Rakouska a Slovenska
- 2007 – album Za Fúzy ma poťahaj
- 2008 – odchod Borise Čiampory, příchod Stanislava Fakana
- 2010 – album Z ruky zobať, účast na festivalech: Colours of Ostrava, Blues Alive v Šumperku aj.
- 2011, 2012, 2013 – účast na festivalu Trutnov Open Air Festival
- 2012 – Live in Kazačok (DVD album)
- 2014 – účast v programu Tečka páteční noci od České televize
- 2015 – album Šibenica frajerka

## Tvorba a diskografie
Zpočátku se kapela ZVA 12-28 zaměřovala na vlastní interpretaci bluesových standardů, později ale začala převládat originální tvorba frontmana Nora Červeňáka, kterou se kapela proslavila především. Během posledních let začaly v repertoáru kapely převládat právě originální písně, ty převzaté jsou zařazovány v menší míře.
Lídr ZVA 12-28 má osobitý styl, náměty a inspiraci pro své texty čerpá z příhod, z běžného života, z jeho neštěstí i radostí. Temné výpovědi mísí s humorem, nejčastěji s ironií a sebeironií. V textech této zvolenské kapely se objevují chytlavé slogany, které jejich fanoušci jen tak nevyženou z hlavy. Noro Červeňák čerpá z akustického i elektrického blues a funku.
Ročně absolvuje kapela přibližně okolo šedesáti koncertů po klubech i na festivalech v rámci Slovenska, Česka, Rakouska, Německa i Polska.

### Diskografie

#### Studiová alba
- Hrubá múka (2005)
- Za fúzy ma poťahaj (2007)
- Z ruky zobať (2010)
- Šibenica frajerka (2015)
- Mňa nič nebolí, iba keď hrám (2024)

#### Koncertní alba
- Live in Stará Pekárna (2002)
- Live in Kazačok (2012) – dokumentární DVD

## Ocenění
Skupina ZVA 12-28 získala za dobu svého působení i řadu ocenění:
- 2000 – Kapela roku, uděluje Slovenská bluesová společnost (SBS)
- 2002 – Bluesman roku, získal frontman kapely Noro Červenák, uděluje SBS
- 2007 – Bluesman roku, získala celá kapela, uděluje SBS
- 2011 – Bluesman roku, získala celá kapela, uděluje SBS
- 2015 – Nejoblíbenější CD roku 2015 pro album Šibenica frajerka a Nejoblíbenější skupina roku 2015, veřejné hlasování na portálu Bluesmusic.sk